# Psittinus cyanurus
Il pappagallo groppablu (Psittinus cyanurus Forster, 1795) è un uccello della famiglia degli Psittaculidi, diffuso nel sud-est asiatico. È l'unica specie del genere Psittinus.